# البيمارستان العضدي
البيمارستان العضدي هو بيمارستان انشأه عضد الدولة البويهي في بغداد، وتم افتتاحه في 3 صفر 372 هـ/ 27 يوليو 982.
ألحق بالبيمارستان مكتبة كبيرة. ذكرها ابن جبير حينما زار بغداد عام 580 هـ / 1184 م ولا يعرف بالضبط إلى أي تاريخ استمر هذا البيمارستان في خدماته، غير أنه يبدو أنها استمرت إلى أوائل القرن السابع الهجري على أقل تقدير.

## الأطباء الذين عملوا بالبيمارستان
الأطباء الذين عملوا بالبيمارستان كثيرون، منهم:
- جبريل بن عبيد الله بن بختيشوع
- أبو الحسن علي بن إبراهيم بن بكس: كان له دور بارز في نقل العديد من الكتب إلى العربية، لكنه فقد بصره لاحقًا، ومع ذلك استمر في ممارسة الطب. تُوفي عام 394هـ.
- أبو الحسن علي بن كشكرايا: طبيب معروف في بغداد، خدم في بلاط الأمير سيف الدولة الحمداني، وعندما أنشأ عضد الدولة البيمارستان، عُيّن للعمل فيه.
- أبو يعقوب الأهوازي: أحد الأطباء الذين اختارهم عضد الدولة ليكونوا ضمن طاقم البيمارستان الذي أسسه في بغداد.
- أبو عيسى بقية: كان ضمن الفريق الطبي الذي انتقاه عضد الدولة للعمل في البيمارستان.
- نظيف النفس الرومي: تميز بإتقانه للغات وكان مترجمًا بارعًا، حيث نقل العديد من النصوص الطبية من اليونانية إلى العربية، وكان له مكانة متميزة في البيمارستان.
- أبو الخير الجرائحي: طبيب جراح ماهر، عُرف بكفاءته وكان ضمن الأطباء المختارين للعمل في البيمارستان.
- أبو الحسن بن تفاح: جراح شهير، تم تعيينه من قبل عضد الدولة للعمل في البيمارستان.
- الصلت: كان من الأطباء المتخصصين في تجبير الكسور وعلاجها، وكان من بين من اختارهم عضد الدولة للبيمارستان.
- أبو نصر الدحني: أحد المتخصصين في طب العيون والكحالة.
- بنو حسون: مجموعة من الأطباء الذين تم انتقاؤهم من قبل عضد الدولة عند إنشاء البيمارستان.
- عبد الرحيم بن علي المرزبان: كان طبيبًا بارعًا، تولى الإشراف على البيمارستان في بغداد في عهد الدولة البويهية، كما كان قاضيًا في تستر وخوزستان، وتوفي عام 396هـ.
- أبو الفرج عبد الله بن الطيب: كان عالمًا بارعًا في الفلسفة والمنطق، بالإضافة إلى الطب، وعُرف بشرح كتب أرسطو وجالينوس. مارس التدريس في البيمارستان العضدي، ومن أبرز تلاميذه ابن بطلان وعلي بن عيسى. تُوفي عام 435هـ / 1043م.
- أبو الحسن بن سنان بن ثابت بن قرة الصابي: ينتمي إلى أسرة طبية عريقة، وكان مشرفًا على البيمارستان في بغداد خلال القرن الخامس الهجري.
- هارون بن صاعد الصابي: كان من كبار الأطباء، وتولى الإشراف على الأطباء في البيمارستان العضدي، وتوفي عام 444هـ / 1052م.
- أبو الحسن علي بن هبة الله بن الحسن: من الأطباء المتميزين في عهد المقتدي بأمر الله، خدم في البيمارستان العضدي، وكان طبيبًا للمستظهر بالله. وُلِد عام 436هـ / 1044م وتوفي عام 495هـ / 1101م.
- أمين الدولة بن التلميذ: اسمه موفق الملك أمين الدولة أبو الحسن هبة الله بن التلميذ، وكان من عائلة طبية مرموقة، خدم خلفاء بني العباس وتولى ريادة الطب في بغداد، وأشرف على البيمارستان العضدي. كان يجيد السريانية والفارسية والعربية، وتوفي عن 94 عامًا في عام 560هـ / 1164م.
- جمال الدين بن أثردي: طبيب بارز في بغداد، شغل منصب المشرف على البيمارستان العضدي في عهد المقتفي لأمر الله.
- ابن المارستانية: هو أبو بكر بن عبد الله بن أبي الفرج علي بن نصر بن حمزة، اشتهر بمعرفته الطبية والحديث، وتولى الإشراف على البيمارستان العضدي حتى وفاته عام 599هـ.
- أبو علي بن أبي الخير مسيحي بن العطار: طبيب مسيحي بارز، تولى الإشراف على البيمارستان في بغداد، لكنه لم يكن شديد الالتزام بأمور دينه، وعندما تُوفي والده فقد الدعم الذي كان يتمتع به، ما أثر على مكانته. تُوفي بعد عام 608هـ.

## البناء
بدأ العمل ببناء البيمارستان بأمر من عضد الدولة البويهي في الجانب الغربي من بغداد في سنة 368 هـ، واستغرقت أعمال البناء ثلاث سنوات، وبلغت مساحته 25 ألف آجرة. وأوقف عضد الدولة عليه أوقافاً كثيرة سَنية.

## افتتاح البيمارستان
ذكر ابن الجوزي في كتابه المنتظم في حوادث سنة 372 هـ افتتاح البيمارستان العضدي فقال: «وفي يوم الخميس لثلاث خلون من صفر وقيل بل لليلة خلت من ربيع الأخر فُتح المارستان الذى انشأه عضد الدولة في الجانب الغربي من مدينة السلام ورتب فيه الاطباء والمعالجون والخُزَّان والبوابون والوكلاء والناظرون ونُقلت اليه الأدوية والأشربة والفرش والآلات». 